# Heortologia
Heortologia etimologicamente, representa a relação entre as festas e festividades, com seu significado, seu princípio de origem. 
Tem uma importância considerável na antropologia, ao associar ciclos de tempo a civilizações e padrões civilizatórios. 
Dado que a agricultura era fator fortemente determinante da sustentabilidade da maioria das civilizações da antiguidade e esta fortemente influenciada pelos ciclos anuais, normalmente este é o padrão esperado para recorrência das festividades.

## Nem sempre é o que ocorre
Algumas festividades se deslocam ao longo dos anos, seja porquê estão vinculadas aos ciclos de evolução lunar, quer pelo fato de que levam em conta o ano de 360 dias, ou de 365 dias, sem contar as horas de defasagem entre a completa volta da Terra em torno do Sol e as revoluções em torno se si.
Outros padrões de recidividade de tempo cíclico foram encontradas, como a evolução das fases de Vênus em relação à Terra, influenciando o calendário de algumas festividades. 
Uma festividade normalmente é a revivência de um ato solene (como a vitória de um herói sobre um deus-serpente, ou o desposamento da Terra pelo Sol).